# Fuchū, Tokyo
Fuchū (府中市, Fuchū-shi) är en stad i Tokyo prefektur i Japan. Folkmängden uppgick år 2012 till cirka 257 000 invånare, och staden ingår i Tokyos storstadsområde. Fuchū fick stadsrättigheter 1 april 1954.
Platsen där Fuchū ligger var under Edoperioden en viktig rastplats längs Kōshūvägen, en av det medeltida Japans stora handelsvägar. Ännu tidigare var Fuchū huvudort i Musashiprovinsen.

## Stadsdelar i Fuchū
| - Asahi-chō (朝日町) - Bubai-chō (分梅町) - Fuchū-machi (府中町) - Hachiman-chō (八幡町) - Harumi-chō (晴見町) - Hiyo-chō (日吉町) - Honmachi (本町) - Honshuku-chō (本宿町) - Katamachi (片町) - Kitayama-chō (北山町) | - Koremasa ( 是政) - Kotobuki-chō (寿町) - Koyagi-chō (小柳町) - Midori-chō (緑町) - Minami-chō (南町) - Miya-machi (宮町) - Miyanishi-chō (宮西町) - Miyoshi-chō (美好町) - Momijigaoka (紅葉丘) - Musashidai (武蔵台) | - Nikkō-chō (日鋼町) - Nishi-fu-chō (西府町) - Nishihara-chō (西原町) - Nisshin-chō (日新町) - Oshidate-chō (押立町) - Saiwai-chō (幸町) - Sakae-chō (栄町) - Sengen-chō (浅間町) - Shimizugaoka (清水が丘) - Shinmachi (新町) | - Shiraitodai (白糸台) - Sumiyoshi-chō (住吉町) - Tama-chō (多磨町) - Tenjin-chō (天神町) - Tōshiba-chō (東芝町) - Wakamatsu-chō (若松町) - Yazaki-chō (矢崎町) - Yotsuya (四谷) |